# Aszfaltterítő gép
Az aszfaltterítő gép, más néven finisher (finiser) az útépítésben használt munkagép. Különböző rétegek, burkolatok ömlesztett anyagának nagy mennyiségű és meghatározott szélességű terítésére való. Nevéből fakadóan leginkább aszfalt, de sóder vagy homok terítésére is használják. Jó minőségű műutak építéséhez elengedhetetlen gép, hiszen az utak – később megszilárduló – burkolatát gyakorlatilag ez a gép alkotja meg.

## Felépítése

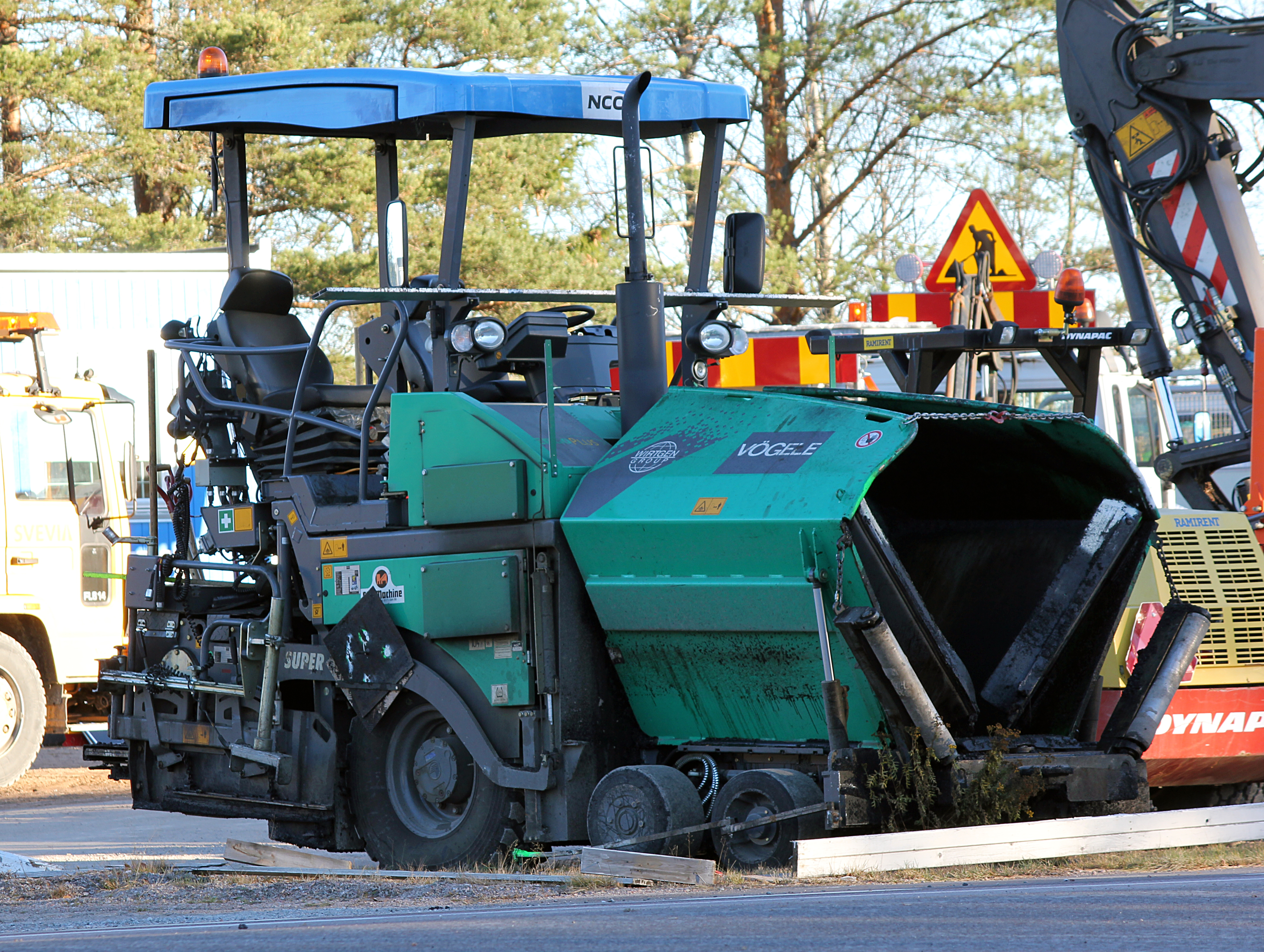
Gumikerekes aszfaltterítő hat kerékkel

Az aszfaltterítő gép felépítése tipikusnak mondható: elöl az úgynevezett anyagszekrény, középen a motortér, rajta a kezelőhellyel, hátul pedig a terítést végző tömörítőgerenda található a simítólappal. A motortér tetején kialakított kezelőhelyhez hátulról, a simítólapon és a tömörítőgerendán lévő fellépőkön, valamint nagyobb gépnél a gép hátulján elhelyezett létrán lehet feljutni. A kezelőhelyen egy, újabb gépek esetében két ülés található a gép két szélén. Maga a kezelőhely nyitott, egy összecsukható, tartókon lévő ponyva vagy műanyagtető védi a kezelőket az időjárástól. Modern gépeken vákuumos elszívóberendezés is működik, amely az egészségre káros aszfaltgőzöket szívja el kürtőkön keresztül a kezelőhely környékéről. A gépek irányítása egy kisebb, minden fontos funkciót ellátó panellel történik, amin az összes kezelőszerv megtalálható. Az újabb gépeknél ez a panel jobbra és balra is csúsztatható a két ülés között. Aszfaltterítő gépek készülhetnek lánctalppal vagy gumikerekekkel is, de a lánctalpas változat elterjedtebb. Ennek oka, hogy a lánctalpas aszfaltterítők a lánctalpaikon jobban el tudják oszlatni a súlyt, és jobban le tudja küzdeni a felület egyenetlenségeit. Ugyanakkor a gumikerekes aszfaltterítők gyorsabban képesek közlekedni és jobb a manőverezhetőségük. A gumikerekes gépek méret alapján lehetnek négy-, hat-, vagy nyolckerekesek is. Négy kerék esetében az egy pár hátsó, normál méretű, meghajtott kerekeken kívül még egy pár, kicsi, tömörgumiborítású kerék található elöl, az anyagszekrény alatt, ezek kormányozásával tud a gép kanyarodni. Hat keréknél ezen kis kerekekből még egy pár kerül előre, vagy a meghajtott hátsó kerekek duplázódnak meg, nyolc keréknél pedig a kerekek elöl és hátul is megduplázódnak. Lánctalpas gépeknél hagyományos módon, az egyik talp megállításával történik a kanyarodás. A lánctalpas gépek a panelen lévő joystickkal, a gumikerekesek az ugyanott lévő kormánykerékkel irányíthatók.

## Működése

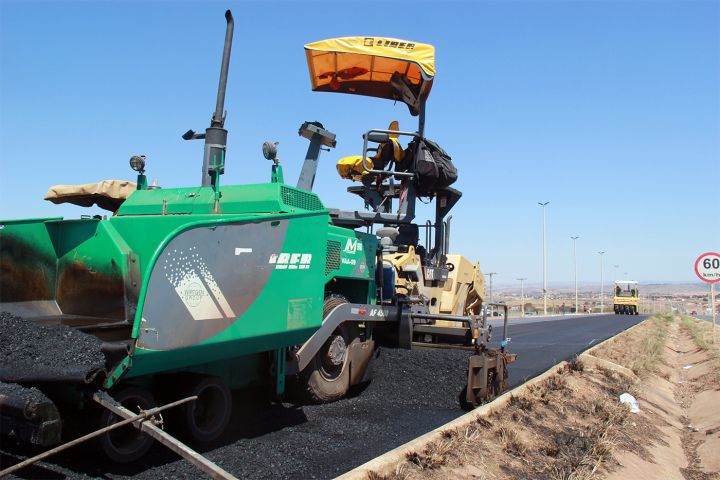
Működés közben az anyagot a tömörítőgerenda egyengeti szét

Terítéskor az ömlesztett, aszfalt esetén még forró anyagot billenőputtonyos teherautók vagy dömperek a gép elején lévő anyagszekrénybe öntik. Az anyagszekrény egy tepsiszerű, széles lemeztartály, ami képes befogadni a teherautók billenőplatóját. Az anyagszekrény alul középen nyitott, ahol egy kaparószalag továbbítja az anyagot a gép hátsó traktusába. A szekrény oldalfalai hidraulikusan dönthetőek, akár külön-külön is, ennek célja a teherautó távozása után a szekrény oldalán maradt anyag kaparószalagra történő szórása. A kaparószalag mozgása a többi forgó alkatrészhez hasonlóan a motor áttételeivel történik. A szalag az anyagot a motortér alatti járatban a gép hátulján lévő, állítható magasságú elosztócsigához továbbítja. Ez a gép végén lévő tömörítőgerenda előtt, azzal megegyező szélességben arányosan szétoszlatja az anyagot. A tömörítőgerenda rezgő mozgással tömöríti a szétosztott anyagot, amit utána a tömörítőgerendára szerelt, fűthető simítólap az elosztott anyagra feküdve elsimít. Mindeközben a gép lassan, "kúszósebességgel" halad előre. A tömörítőgerendák a rájuk szerelt simítólappal és az elosztócsigával együtt mindegyik gépnél alapszinten szélesíthetők, de plusztagokkal még tovább szélesíthetők, létrehozva ezzel a megfelelő terítési szélességet. A tömörítőgerendák középen osztottak, a két rész csuklósan kapcsolódik egymáshoz, ezért a gerenda két felének szélessége szintén külön-külön állítható. Az aszfaltterítőkön mechanikus, illetve elektronikai érzékelők (pl. lézer) is vannak, amik pontosan kijelölik a terítendő anyag vastagságát, ahogy a szélességét is a megfelelő keresztszelvény kialakításához. Léteznek olyan kombinált aszfaltterítők is, amikre moduláris másodlagos terítőeszközöket lehet elhelyezni: egy második anyagszekrényt és tömörítőgerendát, ezáltal két réteget képesek leteríteni, amik így frissen jobban tapadnak egymáshoz. Az aszfalt leterítése után gumikerekes vagy fémhengeres úthengerrel kell továbbtömöríteni, simítani az anyagot.
Létezik különleges, úgynevezett „híd finisher” is, ami színtkülönbség mellett íves parabola-profilú aszfaltozásra is képes, például tesztpálya kanyarívénél.

## Méretek

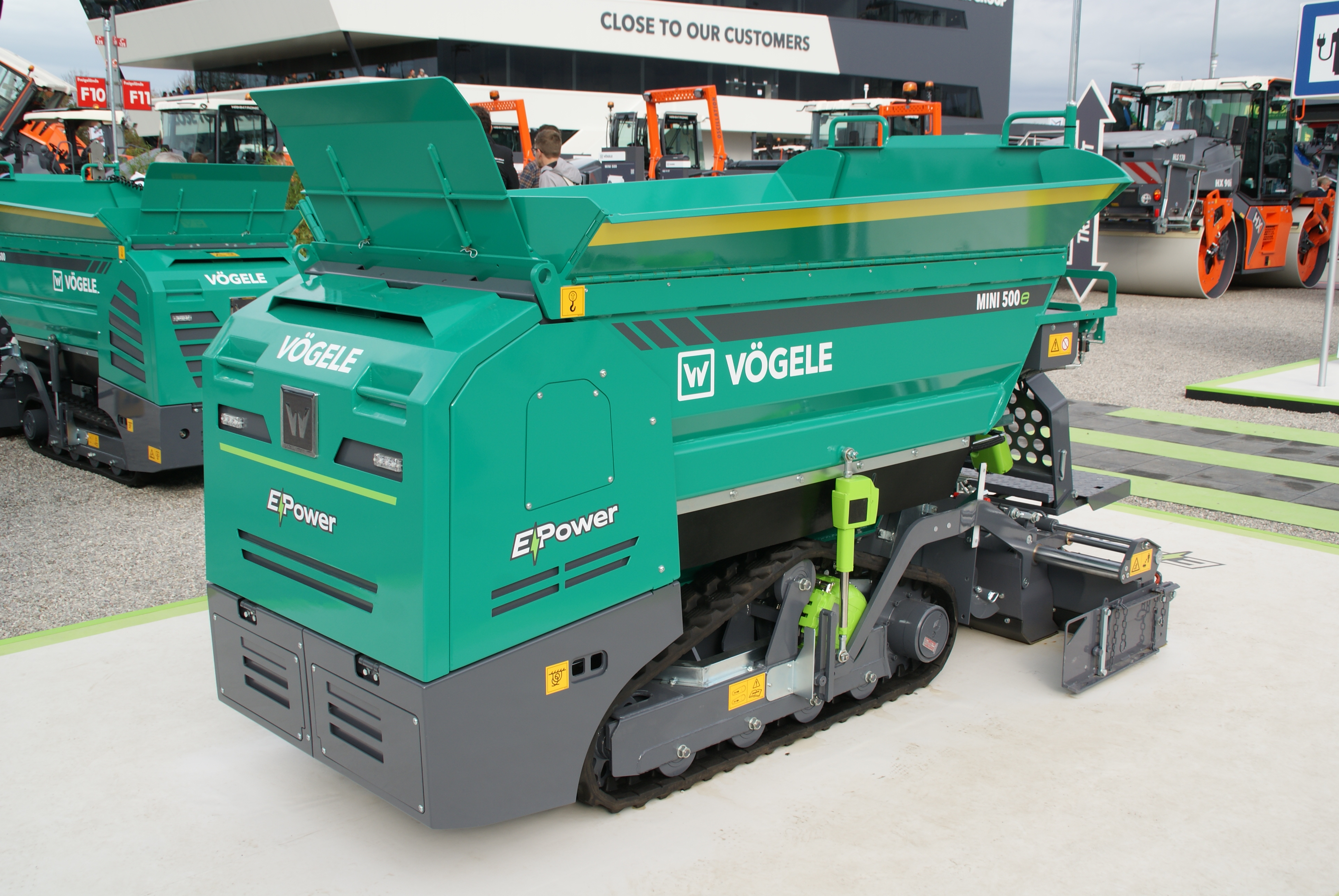
Mini aszfaltterítő

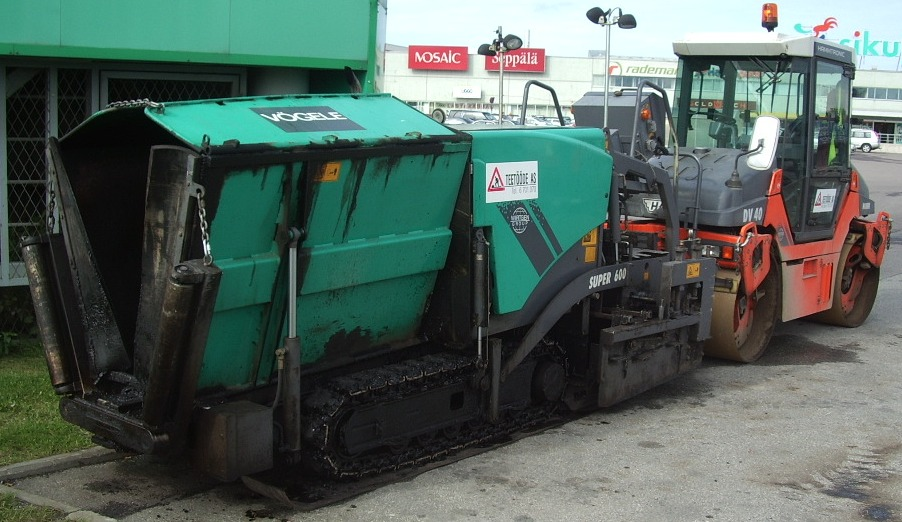
Kisméretű aszfaltterítő gép szintén kisméretű úthengerrel

Más munkagépekhez hasonlóan az aszfaltterítők is különböző méretben és teljesítményben készülnek. Van gyártó, aki kis, közepes és nagy gépeket is megkülönböztet, mások mérettől függetlenül egyszerűen csak felsorolják a gépeiket.
- A mini gépek egészen aprók, kb. egy bevásárlókocsi méretével egyeznek meg, terítési szélességük 25 centimétertől kb. másfél méterig terjednek. Az anyagszekrény itt egy kicsi tölcsérszerű alkalmatosság, amibe teherautóról nem is lehet anyagot tölteni, helyette praktikusan kotrógéppel lehet beleporciózni. Ezek a gépek elektromos hajtásúak is lehetnek.[2][3]
- A kis gépek kisebb terítési szélességekben dolgoznak, ezek általában 1,1–1,2 métertől 3–4 méterig terjednek. A kis gépek tényleg "kicsik", alapméretük egy személyautónál is kisebb, viszont ugyanúgy megtalálható rajtuk minden, mint egy rendes, nagyobb méretű gépen, csak arányaikban ezek kisebbek. Az anyagszekrény például emiatt nagy a kisebb gépeken, mivel azok is be kell tudjanak fogadni egy normál méretű billenőplatót. Ugyanakkor éppen méretük miatt gazdaságosabbak kisebb, szűkebb keresztmetszetű utak, például járdák, bicikliutak, sétautak, szervizutak aszfaltozásához, vagy olyan keskenyebb helyekéhez, ahol ez a munkaszélesség áll fenn. A kis gépeken a méret miatt általában nincs ülés, a gépkezelő a tömörítőgerendán lévő lemezen állva tudja a gépet irányítani.
- A közepes gépek nagyjából 1,8–2,5 méteres terítési szélességtől 5–8 méteresig tudnak dolgozni, ezek alkalmasak városi utak vagy akár országutak aszfaltozásához is.
- A nagy gépek nagyjából 2,5 métertől 10–13 méteres terítési szélességre képesek, ezek felsőbbrendű utak vagy autópályák aszfaltozásához ideálisak, de van olyan csúcsmodell (a Vögeléé), ami 16 méter szélességig képes aszfaltozni, így egy autópályánál egyszerre akár három-négy sávot is. A kombinálható aszfaltterítők is ide tartoznak.

## Adagológép

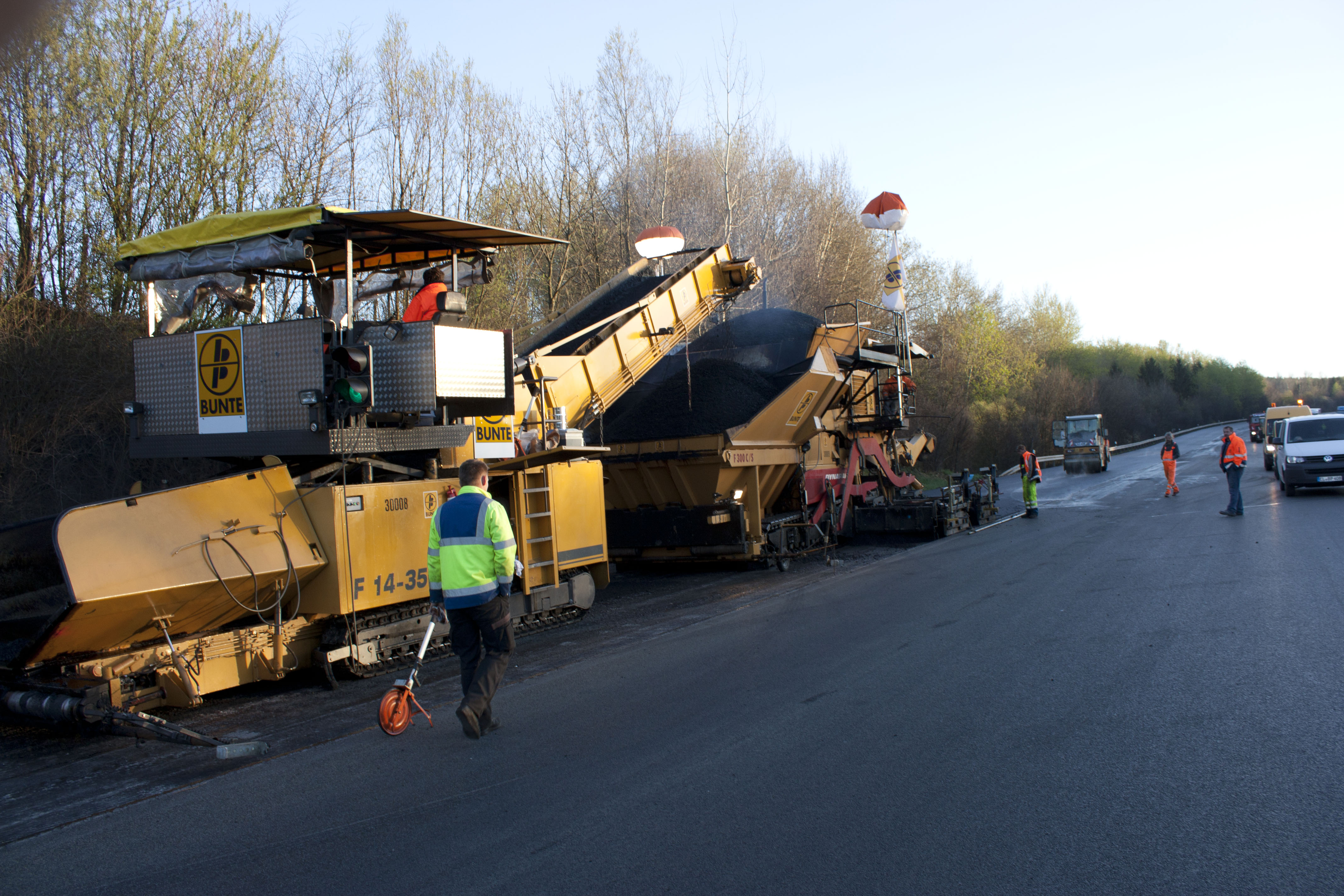
Adagológép kombinált aszfaltterítő "etetése" közben, így egyszerre két réteget terít le

Az aszfaltterítő gépek egyik jellemző kiegészítő gépe az adagológép, angolul „feeder”, egy olyan, aszfaltterítőre emlékeztető gép, ami szállítószalaggal továbbítja a belé szórt anyagot az aszfaltterítőnek, mintegy „megetetve” azt. Ezeket a gépeket speciális funkciójuk miatt szintén az aszfaltterítőket gyártó cégek készítik. Egy gyártónál csak egy-két típus van, mivel csak bizonyos nagy munkáknál, például autópálya-építésnél használják, nagyobb teljesítményű gépekhez. Az adagológépek feladata az aszfalt folyamatos biztosítása az aszfaltterítő számára addig is, amíg a következő adag meg nem érkezik. Ezen kívül keveréseket is képes elvégezni, de már olyan „hibrid” adagológép is létezik, ami aszfaltterítő is egyben, így adagolás mellett egyúttal egy alsó réteget is képes leteríteni, hasonlóan a kombinált aszfaltterítőkhöz. Kombinált aszfaltterítőknél amúgy csak adagológéppel lehet a terítő mindkét anyagszekrényébe anyagot juttatni. Az adagológépek is lehetnek lánctalpasak vagy gumikerekesek. A gép elején szintén anyagszekrény kerül kialakításra, ebbe ugyanúgy kell beleszórni az anyagot, de a gép ezt utána a benne elhelyezett szállítószalagra továbbítja. Az adagológép az aszfaltterítő előtt vonul, így ő fogadja az anyagot, amit a szállítószalaggal az aszfaltterítőbe szór, emiatt annak anyagszekrényébe egy nagy, szögletes, tartályszerű tölcsért tesznek, amibe a teljes, továbbított, nagy mennyiségű aszfalt felhalmozódik, ez biztosítja a folyamatos terítés lehetőségét.

## Padkaterítő gép

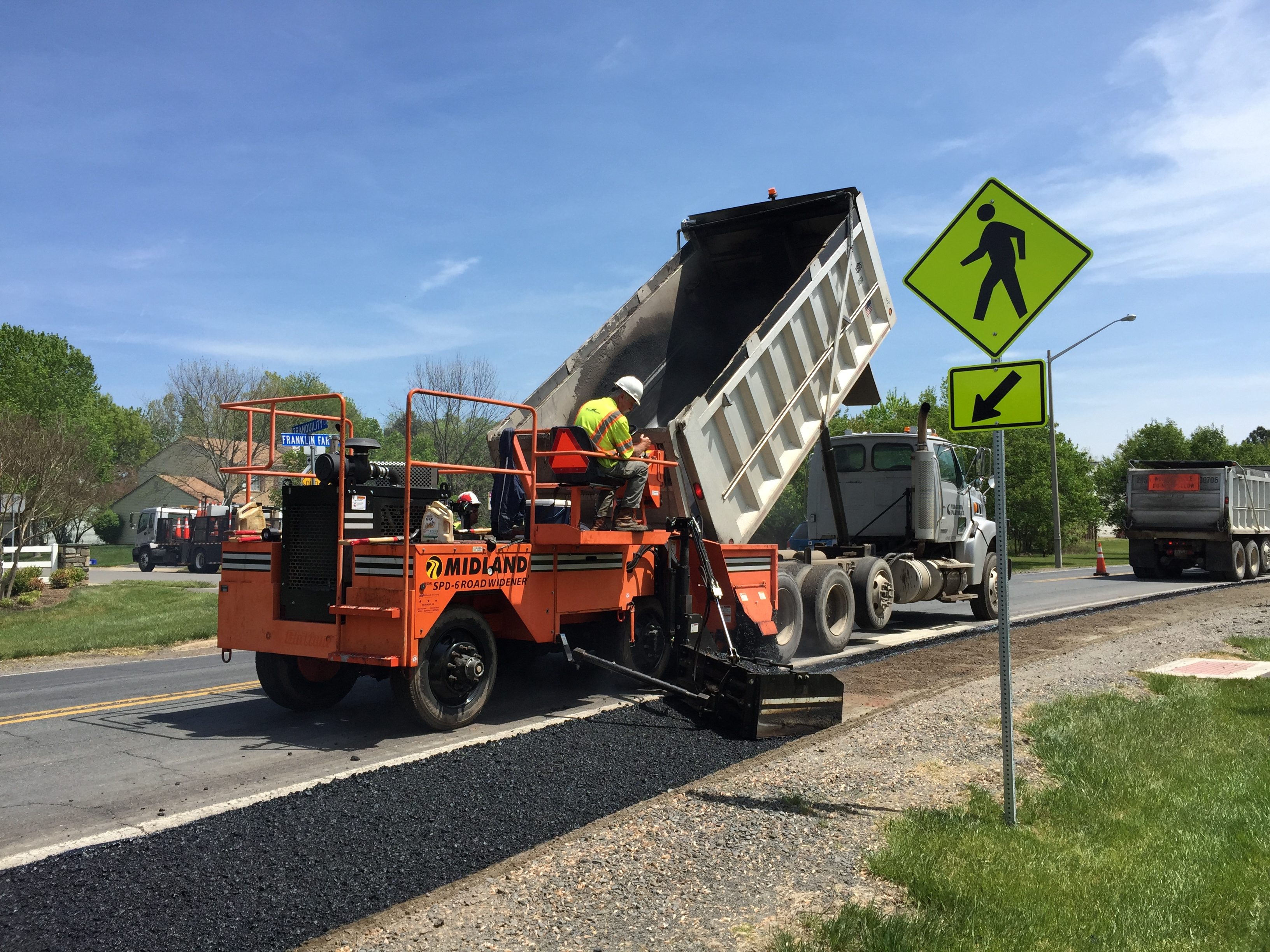
Padkaterítő gép

Léteznek olyan gépek is, amiket kifejezetten útpadkák burkolására fejlesztettek ki, ezek a gépek maguk mellett terítenek aszfaltot, murvát, vagy más anyagot az utak melletti padkákra. Az anyagszekrény itt oldalra űríti az anyagot a gép oldalan levő, kihajtható tömörítőgerenda elé, ami szintén meghatározott szélességben teríti szét azt.

## Szállítás

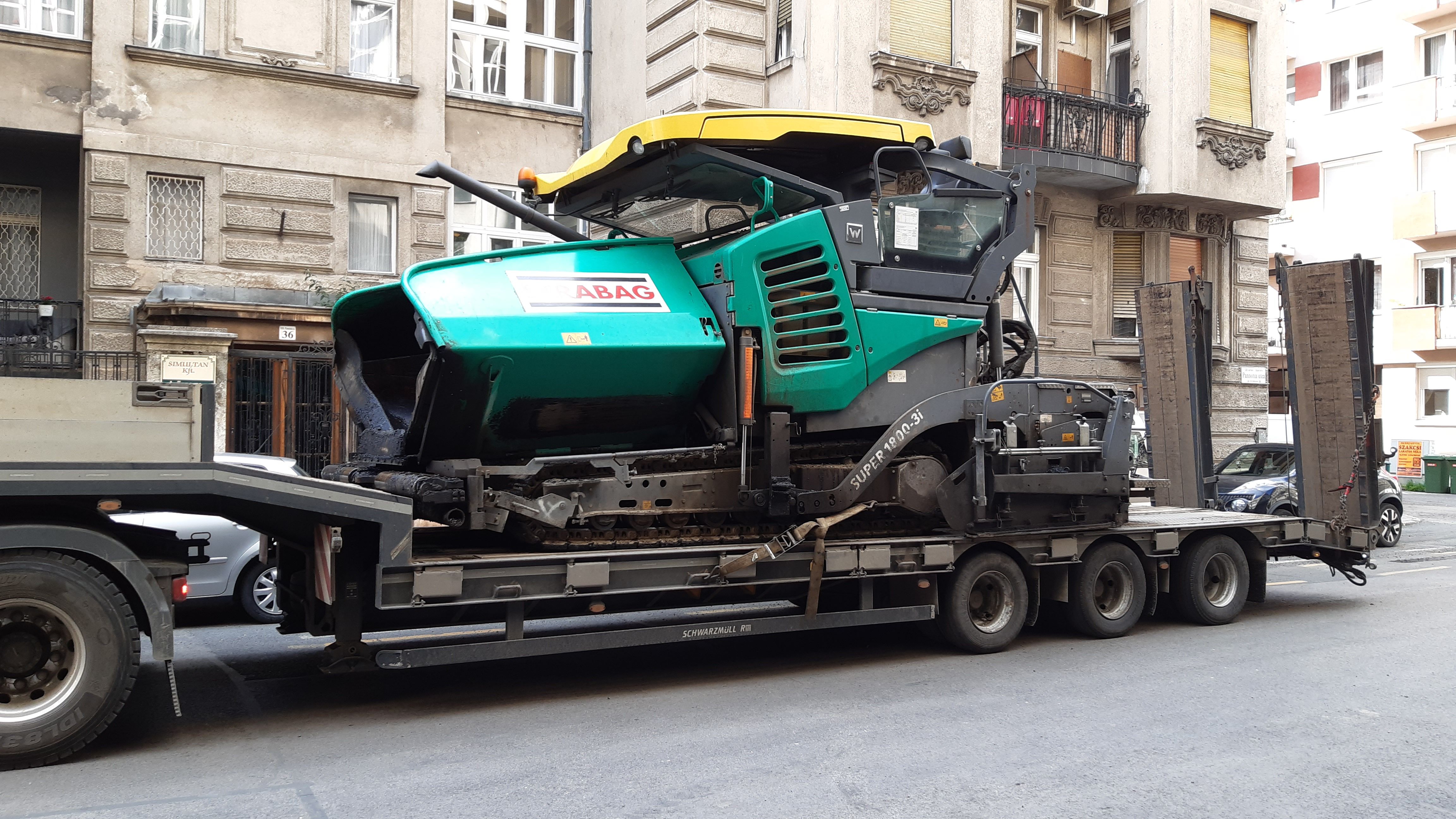
Aszfaltterítő szállításra készen

A gépek szállítás szempontjából nem képviselnek túl nagy méretet vagy tömeget, így munkagépszállító trélerrel könnyen a munkaterületre juttathatók. Vonóháromszöges tréler esetén akár az egyik aszfaltot szállító teherautó is odavontathatja. A kezelőhelyet védő tetőt a magassága miatt szállításkor összecsukják.

## Gyártók

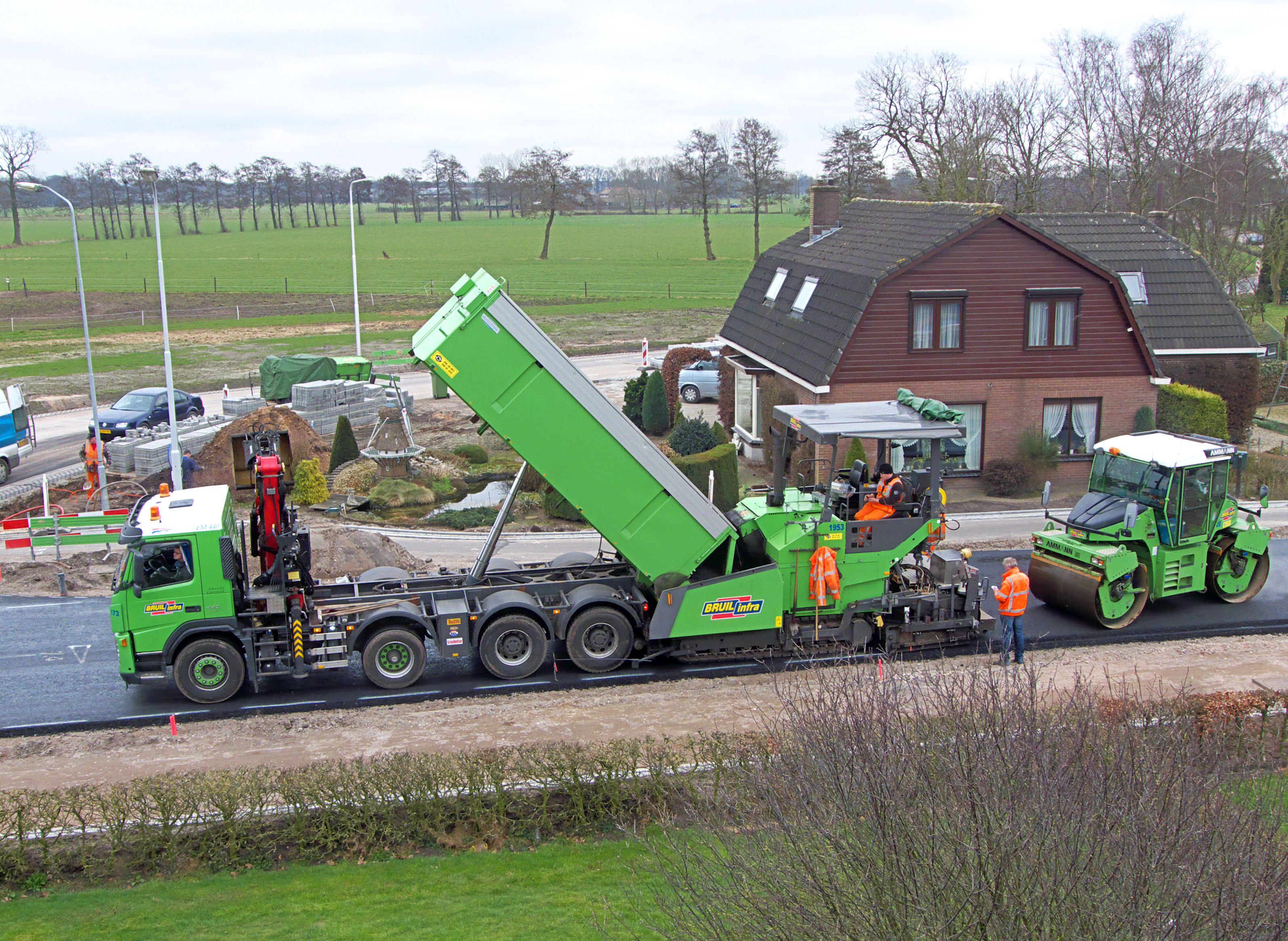
Az aszfaltterítés folyamata egy képen: leszállítás és ürítés teherautóval, terítés a géppel, és tömörítés úthengerrel

Az alábbikaban található néhány ismert gyártó listája. Van kimondottan aszfaltterítő gépeket készítő cég, de vannak, akik más útépítőgépeket is gyártanak, és vannak, akik mindenféle egyéb munkagépet is: 
- Ammann
- Blaw Knox
- Bomag
- Caterpillar
- Demag
- Dynapac
- Hanta
- Midland
- Roadtec
- Volvo
- Vögele